# Ананьїв — Тирасполь — Ізмаїл (газопровід)
Ананьїв — Тирасполь — Ізмаїл — газопровід, споруджений у 1980-х роках для нарощування транзиту газу до Балканського регіону. 
Трубопровід бере початок від компресорної станції Ананьїв газопроводу Кременчук-Ананьїв-Богородчани, який в свою чергу з'єднаний із потужним газовим хабом у Єльці (Росія). Протранспортований у південному напрямку ресурс у підсумку передається до румунського газотранспортного коридору Ісакча – Негру-Воде.
Газопровід діаметром 1200 мм введений в експлуатацію у 1986 році разом із компресорною станцією Ананьїв. Через два роки розпочала роботу КС «Тирасполь-2» (Молдова, станом на 2016 рік на території підконтрольного Росії сепаратистського анклаву ПМР). Добудова інших компресорних станцій в умовах економічної кризи 1990-х років значно затягнулась: КС «Орловка-2» (на кордоні з Румунією) введено в дію 1994-го року, КС Бессарабське (на трасі між Тирасполем та Орловкою) розпочала роботу аж у 2001 році. Її завершення дозволило збільшити максимальну пропускну здатність газопроводу на 4 млрд м3 у рік, завдяки чому вона досягла 20 млрд м3.
Тривалий час існували плани спорудження другої нитки газопроводу, яка при діаметрі 1200—1400 мм могла б транспортувати до 18,3 млрд м3 на рік. Для цього планувалась подача додаткових обсягів газу на вихідну точку — компресорну станцію Ананьїв — через перемичку Тальне-Ананьїв із трубопроводом «Союз», з продуктивністю 14,4 млрд м3 на рік. На початку 2000-х навіть розпочали певні роботи, спорудивши невелику ділянку газопроводу. Проте на той час  Росія вже вирішила розвивати проекти, які б дозволили уникнути монополії України на транзит газу. Зокрема, у 2003 році ввели в експлуатацію «Блакитний потік», що пройшов напряму через Чорне море та на найближчі роки покрив весь додатковий попит у Туреччині. Як наслідок, проект другої нитки Ананьїв-Ізмаїл так і не був реалізований.
Через спорудження російського газопроводу «Турецький потік», пропускної здатності якого цілком достатньо для покриття поставок до Туреччини, Болгарії, Греції та Македонії (тобто тих, які також можуть здійснюватись по маршруту через Ізмаїл), в майбутньому ймовірним є припинення транзиту і по першій нитці. Враховуючи це, осінню 2016 «Нафтогаз України» скасував тендер ПАТ «Укртрансгаз» на витратну реконструкцію компресорної станції «Ананьїв».
У 2009 році на трубопроводі поблизу Тирасполя (ПМР) сталась аварія. На щастя, вибух відбувся в полі та не потягнув за собою жертв. Постачання газу довелось перервати, хоча невдовзі воно було практично повністю відновлене завдяки використанню дублюючих трубопроводів системи «Шебелинка-Ізмаїл».